# مقاطعة مونتغومري (ألاباما)
مقاطعة مونتغومري (بالإنجليزية: Montgomery County, Alabama)‏ هي إحدى مقاطعات ولاية ألاباما في الولايات المتحدة. تأسست سنة 1816، بلغ عدد سكانها 229363 نسمة في عام 2010 حسب إحصاء مكتب تعداد الولايات المتحدة وتصل الكثافة السكانية فيها 112 نسمة/كم2.

## أعلام
- جيمي مارتن
- دستي رودس

## وصلات خارجية
- www.mc-ala.org